# Odontaster hispidus
Odontaster hispidus is een zeester uit de familie Odontasteridae.
De wetenschappelijke naam van de soort werd in 1880 gepubliceerd door Addison Emery Verrill.